# 牟田泰三
牟田 泰三（むた たいぞう、1937年6月1日 - ）は、日本の物理学者である。理学博士。研究分野は、理論物理学素粒子論。

## 経歴
福岡県久留米市出身。福岡県立明善高等学校、九州大学理学部物理学科卒業、東京大学大学院数物系研究科物理学専攻修了（理学博士）。京都大学理学部助手、同大学基礎物理学研究所助教授を経て、1982年から2001年まで広島大学理学部教授。2001年より2007年5月21日まで、広島大学学長。 2007年10月より2009年6月まで、福山大学学長。2011年から2015年まで、マツダ株式会社社外取締役。
広島大学学長在任中、同大相撲部をモデルとした映画「ちゃんこ」に学長役として特別出演した。また、本人が授業中に話した逸話として、自分の名前をもじって「たいそう無駄」という張り紙をオフィスのドアに張っていたという話がある。

## 受賞・栄典
- 2003年 - 第3回素粒子メダル（日本物理学会）
- 2007年 - 中国文化賞（中国新聞社）
- 2013年 - 瑞宝重光章[1]

## 著書
- "Foundations of Quantum Chromodynamics" （World Scientific Pub. Co.）
- 『電磁力学』（岩波書店、2001年）
- 『語り継ぎたい湯川秀樹のことば - 未来を過去のごとくに』（丸善、2008年）
- 『量子力学 - 現代的アプローチ -』（裳華房、2017年）
- 『心のめばえ　アヤと過ごすジイジのほのぼの日記』（プレスネット、2019年）